# Villar de Corneja
Villar de Corneja ist ein Ort und eine nordspanische Gemeinde (municipio) mit 36 Einwohnern (Stand: 2024) in der Provinz Ávila in der Autonomen Gemeinschaft Kastilien-León.

## Lage
Der Ort Villar de Corneja liegt in einer fruchtbaren Talsenke oberhalb des Río Corneja in der Sierra de Gredos in einer Höhe von ca. 1000 m ü. d. M. Der sehenswerte Nachbarort Piedrahíta liegt nur etwa zehn Kilometer östlich. Die Entfernung zur nordöstlich gelegenen Provinzhauptstadt Ávila beträgt gut 70 km (Fahrtstrecke); die Stadt Salamanca befindet sich knapp 80 km in nordwestlicher Richtung. Das Klima im Winter ist kühl, im Sommer dagegen trotz der Höhenlage durchaus warm; die geringen Niederschlagsmengen (ca. 465 mm/Jahr) fallen – mit Ausnahme der nahezu regenlosen Sommermonate – verteilt übers ganze Jahr.

## Bevölkerungsentwicklung
| Jahr      | 1857 | 1900 | 1950 | 2000 | 2017 |
| Einwohner | 225  | 331  | 339  | 77   | 37   |

Der starke Bevölkerungsrückgang seit den 1950er Jahren ist im Wesentlichen auf die Mechanisierung der Landwirtschaft und den damit einhergehenden Verlust an Arbeitsplätzen zurückzuführen.

## Wirtschaft
Die Landwirtschaft, vor allem die Viehzucht, spielt traditionell die größte Rolle im Wirtschaftsleben der kleinen Berggemeinde. Einnahmen aus dem Tourismus in Form der Vermietung von Ferienwohnungen (casas rurales) sind in den letzten Jahrzehnten hinzugekommen.

## Geschichte
Kelten, Römer, Westgoten und Araber bzw. Mauren hinterließen keine Spuren. Wahrscheinlich waren es Wanderschäfer, die das Hochtal entdeckten. Nach der Wiederbesiedlung (repoblación) des Gebiets zwischen den Flüssen Duero und Tajo im 11. und 12. Jahrhundert gehörte Villar zum Bistum Ávila. Nach seiner Abdankung in Brüssel und auf seinem Weg von Valladolid ins Kloster von Yuste machte Kaiser Karl V. im November 1556 in Villar Station.

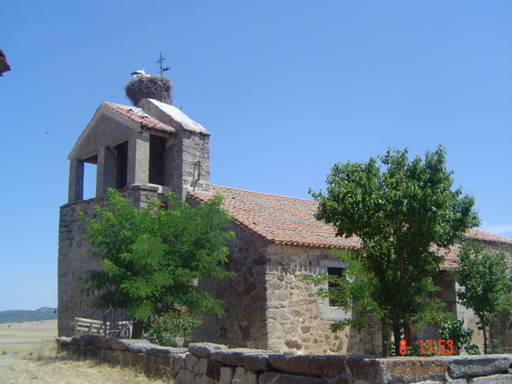
Dorfkirche

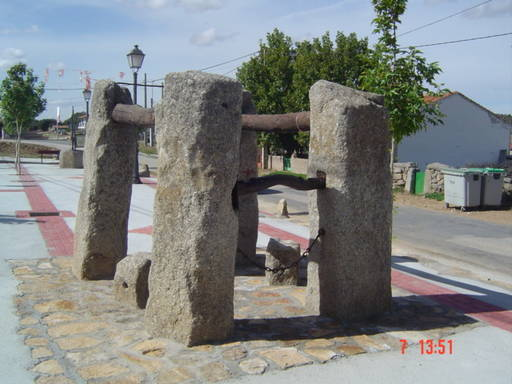
Klauenstand (potro)

## Sehenswürdigkeiten
- Die dreischiffige Kirche Santa Marina des Dorfes stammt aus der Mitte des 17. Jahrhunderts; auf einem der Stützbalken der Artesonado-Decke ist die Jahreszahl 1650 eingeritzt. Die flach schließende Apsis ist fensterlos und von einem spätbarocken Altarretabel mit gedrehten, salomonischen Säulen im Stil des Churriguerismus aus dem Jahr 1704 verstellt, der von dem Bildschnitzer Manuel González Delgado hergestellt wurde, der im Tal des Río Corneja mehrere Altäre geschaffen hat. Auch an den östlichen Enden der beiden Seitenschiffe stehen stilistisch ähnliche, aber ca. 50 Jahre jüngere Schnitzaltäre. Eigenartig wirkt der Glockengiebel, der wahrscheinlich im 19. oder frühen 20. Jahrhundert stabilisiert und vergrößert wurde.[5]
- In den Außenbezirken des Ortes hat sich noch eine Beschlagvorrichtung (potro de herrar) erhalten, wie sie früher in vielen Dörfern Europas zu sehen war. Hier wurden die Pferde vor dem Beschlagen mit Stricken oder Gurten fixiert; auch die Hufpflege von Kühen und Eseln ging manchmal hier vonstatten. Ein weiteres Gestell dieser Art hat sich im Nachbarort Malpartida de Corneja erhalten.
- Flussaufwärts führt eine zweibogige mittelalterliche Brücke (puente romano) über den Río Corneja.
- Flussabwärts gibt es einen Steg aus großen Steinplatten, der allerdings nach heftigen Regenfällen mit entsprechendem Gerölleintrag immer wieder kontrolliert und ausgebessert werden muss.

## Kuriosum
Seit 2004 wird in Villar de Corneja der Beginn des Neuen Jahres am Silvestertag bereits um 12 Uhr mittags gefeiert. Der Grund ist das sehr hohe Durchschnittsalter der Einwohner – sie wollen um Mitternacht längst schlafen. Den vorgezogenen „Jahreswechsel“ feiern die Dorfbewohner gemeinsam mit Besuchern auf dem Hauptplatz des Dorfes.